# Le Choc des mondes
Le Choc des mondes (When Worlds Collide) est un roman de science-fiction coécrit par Philip Gordon Wylie et Edwin Balmer (en), et publié en 1933.

## Intrigue
Après la découverte par Sven Bronson, un astronome d'Afrique du Sud, de deux planètes errantes - Bronson Alpha et Bronson Bêta - des calculs concluent que celles-ci vont traverser le système solaire. La plus grosse, Alpha, comparable à Jupiter, frôlera la Terre en provoquant des cataclysmes. Huit mois plus tard, après un tour complet autour du Soleil, Alpha entrera en collision avec notre planète et la détruira tandis que Bêta devenue autonome viendra se placer en orbite autour du Soleil.
Des chercheurs menés par Cole Hendron décident de construire un vaisseau spatial afin de transporter des hommes, des animaux et des biens vers Bronson Bêta dans une ultime tentative de sauver la race humaine. Le gouvernement se montre sceptique mais les chercheurs s'entêtent et développent un moteur atomique pour propulser les vaisseaux construits dans plusieurs pays. Plus tard, certains pays évacuent leur régions côtières tandis que les planètes se rapprochent et produisent sur Terre les catastrophes annoncées : des vagues gigantesques se forment, les volcans se réveillent, et les intempéries font des dégâts partout dans le monde plusieurs jours durant.
La Base Hendron construit deux vaisseaux qui décollent simultanément avec les survivants du campement (après une attaque extérieure). Un seul semble avoir réussi son périple et sans aucun contact radio, ses occupants concluent bientôt que de tous les vaisseaux lancés de la Terre ils sont les seuls à avoir survécu. Ils découvrent sur Bêta des indices d'une civilisation passée, détruite des millions d'années plus tôt quand la planète quitta l'attraction de son soleil.

## Après le choc des mondes
Une suite fut écrite, Après le choc des mondes, décrivant comment au moins trois vaisseaux réussirent leur traversée et comment un groupe inconnu tente de détruire celui de Hendron ou de prendre le pouvoir. Des fantastiques cités abandonnées de toute vie sont également découvertes.

## Influence
- Le livre et le film ont inspiré une chanson au groupe de hard rock britannique Iron Maiden.
- Dans le film Deep Impact, on retrouve un scénario similaire avec la sélection des êtres humains qui seront rescapés, et ceux qui vont mourir. C'est la comète Biderman qui va entrer en collision avec la Terre, alors que c'est Alpha qui le fait dans ce film.

## La réalité peut-elle dépasser la fiction?
Une collision entre une planète errante (ou tout autre objet de masse planétaire) et la Terre est très peu probable (mais est possiblement déjà arrivée : cf. l'hypothèse de l'impact géant qui aurait conduit à la formation de la Lune), par contre un choc avec un gros astéroïde géocroiseur est beaucoup plus fréquent.

## Adaptations
- 1951 : Le Choc des mondes, film américain réalisé par Rudolph Maté, avec Richard Derr et Barbara Rush